# آلانه
آلانه هي قرية في قضاء خليفان في محافظة أربيل شمال العراق.